# Войково (Амурская область)
Во́йково — село в Константиновском районе Амурской области, Россия. Образует Войковский сельсовет.

## География
Село Войково стоит в 8 км от левого берега реки Амур.
Дорога к селу Войково идёт на восток от районного центра Константиновского района села Константиновка (через Орловку), расстояние — 17 км.
От села Войково на восток идёт дорога к селу Новопетровка.

## Население
| 2002 | 2010 | 2012 | 2013 | 2014 | 2015 | 2016 |
| ---- | ---- | ---- | ---- | ---- | ---- | ---- |
| 304  | ↘195 | ↘194 | ↗198 | ↘194 | ↘191 | ↗193 |
| 2017 | 2018 |      |      |      |      |      |
| ↗196 | ↘192 |      |      |      |      |      |

## Инфраструктура
- Сельскохозяйственные предприятия Константиновского района.